# زنگوله‌ای سفید
هوه چوبه با نام علمی Onosma echioides دوره گلدهی از تیر تا شهریور می باشد ، گلها هرمافرودیت و گرده افشانی توسط حشرات صورت می گیرد . گیاه نور پسند به خاک های نیمه سبک با زهکشی خوب نیاز دارد . بذرها قبل از بهار در گلخانه کشت ، نهالها را تابستان به بیرون برده و گل‌ها در اواسط تابستان جمع می شوند. مصرف خوراکی آن مشخص نیست یک رنگ قرمز نفتوکینون از ریشه آن به دست می آید . 

## خواص دارویی
1. برگ ها دگرگون کننده .
2. پوره ی برگ به عنوان مسهل خورانده می‌شود .
3. از گلها برای تقویت و تحریک قلب در بیماری رماتیسم قلبی و تپشقلب استفاده می‌شود .
4. کوبیده ی ریشه در درمان جوش های پوست به صورت قرار دادن روی پوست استفاده می شود[۱]